# Anguttara Nikaya
Aṅguttara Nikāya ("Coleção de Discursos Aumentados por um fator" ou "Coleção dos discursos Numéricos") é uma coletânea de escrituras budistas, a quarta dos cinco Nikāyas no Sutta Pitaka, que é um dos "três cestos" que compõem o Cânone Pali do budismo theravada. A coletânea consiste de discursos cuja base é um esquema numérico, totalizando onze livros ou agrupamentos de suttas.
É difícil precisar a quantidade de suttas do Anguttara Nikaya, pois não fica claro por seu texto se determinados suttas devem ser contados juntos ou separadamente. Bhikkhu Bodhi organizou os suttas em um total de 8122, mas alerta que muitos dos suttas aparecem repetidos nessa contagem, com pequenas alterações quanto ao seu conteúdo ou à ordem em que é apresentado.

## Paralelos em outras escolas
O Anguttara Nikaya corresponde ao Ekottara Āgama ou Ekottarikagama preservado nos agamas do Cânone budista chinês, proveniente de traduções dos registros da escola Sarvastivada, hoje extinta, ou da escola Mahasamghika. Embora sobrevivam fragmentos em sânscrito dos textos originais que posteriormente foram traduzidos e incorporados ao Cânone budista chinês, os estudos acadêmicos não puderam dizer com certeza qual escola os compôs.
Há diferenças consideráveis entre os Anguttara Nikaya e o Ekottara Agama. Uma parte considerável de suttas que integram o Anguttara Nikaya possuem paralelos presentes no Samyukta Agama, enquanto há suttas constantes no Ekottara Agama que possuem paralelos no Samyutta Nikaya. Alguns suttas maiores do Anguttara Nikaya possuem paralelos no Madhyama Āgama.

## Conteúdo
De modo semelhante ao Samyutta Nikaya, os suttas do Anguttara Nikaya são curtos e de preocupação predominantemente prática. Organizados numericamente e de modo incremental, apresentam propostas como: "as três bases para a origem do carma", "os quatro tipos de pessoas", "seis recompensas para aquele que entra na correnteza" etc.
É no Anguttara Nikaya que está registrado o famoso Kalama Sutta, em que o Buda explica a um grupo de céticos os critérios adequados para aceitar um ensinamento espiritual.

## Ligações Externas
- Tradução do Anguttara Nikāya para o Português no site Buddhasasana.com.br
- Anguttara Nikāya em várias línguas no site Suttacentral.net. O site também contém versões paralelas do Anguttara Nikāya registradas no Cânone Budista Chinês.